# Aeroportul Toledo Executive
Aeroportul Toledo Executive (IATA: TDZ, ICAO: KTDZ, FAA LID: TDZ) este un aeroport din Comitatul Wood, Ohio, Ohio, Statele Unite ale Americii ce deservește zona Toledo. Aeroportul a fost tranzitat în 2019 de 86 de pasageri. A fost numit după zona deservită.
Situat la o altitudine de 190 m, aeroportul dispune de 2 piste.

## Infrastructură

### Piste
Aeroportul dispune de 2 piste. Pista 04/22 are suprafața de asfalt și dimensiunile 3.799 picioare × 75 picioare. Pista 14/32 are suprafața de asfalt și dimensiunile 5.829 picioare × 100 picioare. 